# IC 956/1
IC 956/1 је галаксија у сазвијежђу Волар која се налази на листи објеката дубоког неба у Индекс каталогу.
Деклинација објекта је + 20° 43' 11" а ректасцензија 13h 54m 40,2s. Привидна величина (магнитуда) објекта IC 956 износи 14,7 а фотографска магнитуда 15,7. IC 9561 је још познат и под ознакама CGCG 132-42, PGC 49444.